# Gefecht am Riebelsdorfer Berg
Wallerfangen – Dömitz – Haselünne – Wittstock – Rheinfelden – Breisach – Wittenweiher – Vlotho – Ochsenfeld – Chemnitz – Bautzen – Freiberg – Riebelsdorfer Berg – Dorsten – Preßnitz – La Marfée – Wolfenbüttel – Kempener Heide – Schweidnitz – Breitenfeld – Tuttlingen – Freiburg – Philippsburg – Jüterbog –  Jankau – Herbsthausen – Alerheim – Brünn – Korneuburg – Totenhöhe – Hohentübingen –  Triebl – Zusmarshausen – Wevelinghoven – Dachau –  Prag

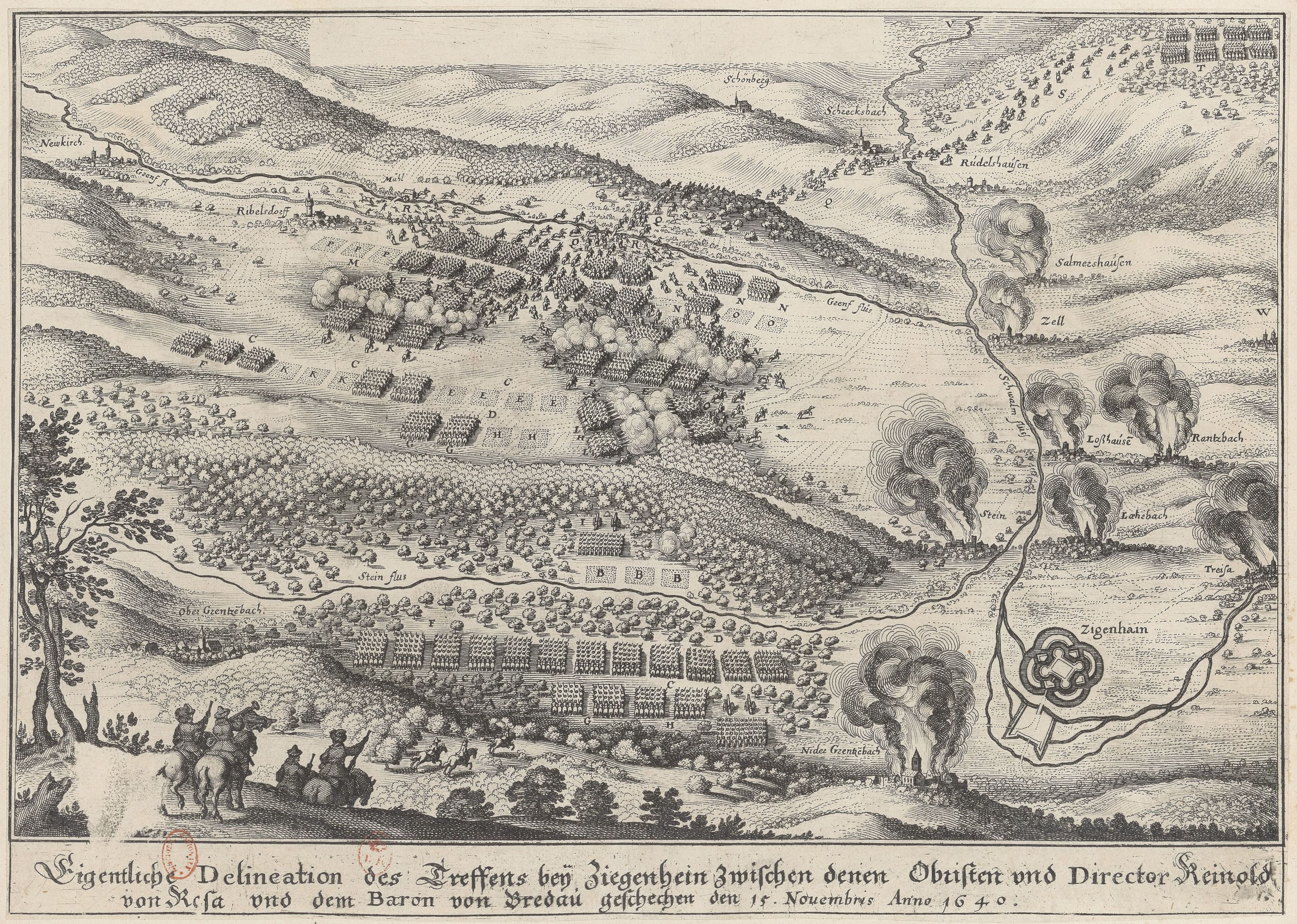
Gefecht bei Ziegenhain (am Riebelsdorfer Berg, M. Merian, c. 1640)

Das Gefecht am Riebelsdorfer Berg am 15. November 1640 war eine blutige Auseinandersetzung im Dreißigjährigen Krieg in der Nähe von Ziegenhain in Nordhessen. Gegner waren weimaranische Truppen unter Oberst Reinhold von Rosen, verstärkt durch ein französisches Bataillon des Herzogs Henri von Orléans-Longueville und das Ziegenhainer Bürgerkorps, einerseits und kaiserlichen Truppen unter General Hans Rudolf von Breda andererseits.  Das „Theatrum Europaeum“ berichtet sehr ausführlich über das Treffen.

## Vorgeschichte
Oberst von Rosen hatte zuvor die Stadt Homburg vor der Höhe erstürmt, ein kaiserliches Aufgebot bei Friedberg besiegt und schließlich das Kroatenregiment des Obristen Peter von Losy in dessen Quartier in Allendorf überfallen und besiegt und lag mit seinen Truppen in und bei der Festung Ziegenhain. Die kaiserliche Seite besetzte und plünderte Treysa, setzte die Stadt in Brand und zog aus verschiedenen Richtungen Truppen in Richtung Ziegenhain zusammen, um Rosen dort auszuschalten. Neben den Kürassieren Bredas war dies insbesondere der Generalwachtmeister Gil de Haes, der mit 3000 Berittenen in 24 Eskadronen sowie erheblichem Fußvolk herbeimarschierte.

## Scharmützel am 13. und 14. November
Rosen erwartete die Gegner bei Ziegenhain. Ein erster Angriff am 13. November mit fünf Eskadronen Kroaten der Bredaschen Vorhut unter Oberst Druckmüller wurde von Rosens Leuten zurückgeschlagen. Rosen setzte den zurückweichenden Kroaten nach, die dabei eine Anzahl Gefallene und Gefangene verloren. Bei einem dieser Scharmützel erhielt der General-Wachtmeister Gil de Haes einen Schuss in den Oberschenkel. 
Breda zog sich daraufhin auf Neukirchen zurück und wartete auf Verstärkungen. Während der Generalwachtmeister Mercy, wahrscheinlich Kaspar von Mercy, mit 1500 Reitern und ebenso viel Fußvolk von Neustadt her heranrückte, um Rosen auf beiden Seiten der Schwalm angreifen zu können, ließ Breda die in der Gegend noch übrig gebliebenen Dörfer niederbrennen: Niedergrenzebach, Steina, Leimbach, Loshausen, Ransbach, Zella und Salmshausen.
Rosen erhielt bis zum frühen Nachmittag des 14. November selbst Verstärkung durch weimarische Truppen unter dem Obristen Müller und den General-Adjutanten de Charlouna mit einem französischen Bataillon des Herzogs de Longueville, die mit zusammen 750 Berittenen aus Kassel ankamen. Obwohl er zahlenmäßig unterlegen war, entschied sich Rosen zum Angriff auf Breda, bevor er von den Kaiserlichen in die Zange genommen werden konnte. Er griff Bredas Vorhut gegen Abend an, wartete dann bis zum frühen Morgen des 15. November in einem Wald am Riebelsdorfer Berg, einige hundert Meter nordwestlich von Riebelsdorf, einem heutigen Stadtteil von Neukirchen, und griff dann erneut an.

## Das Gefecht am 15. November

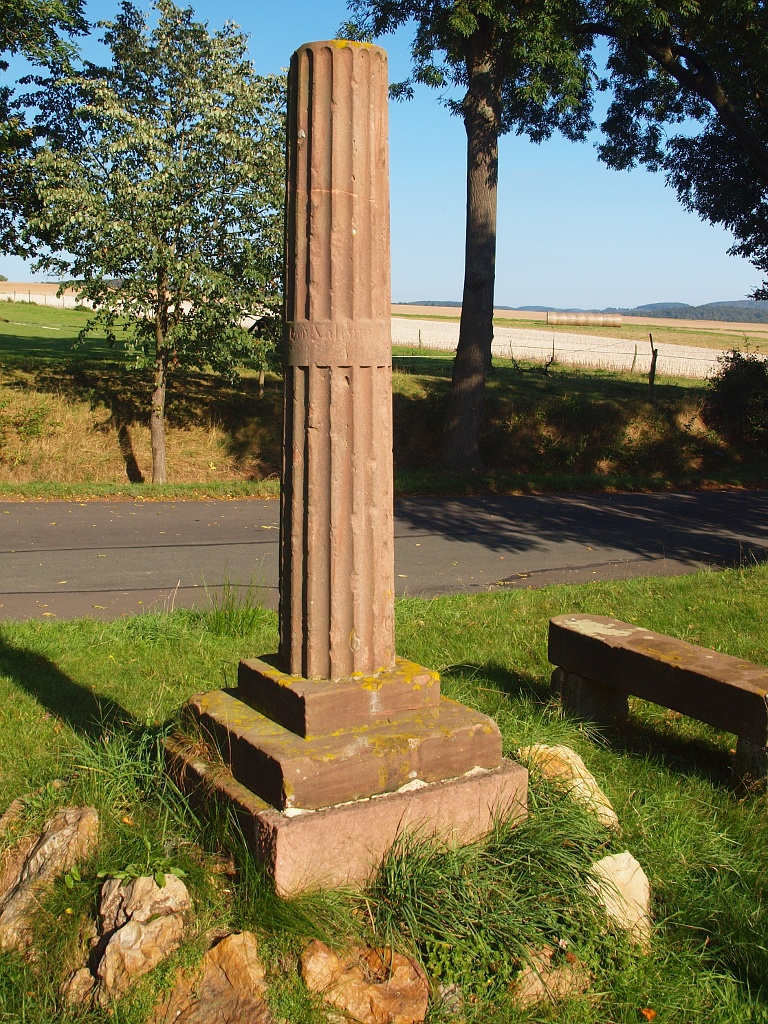
Sandsteinsäule aus dem Jahr 1843, die an Velten Muhly erinnert. An diesem Ort soll Muhly gestanden haben, als er den General Hans Rudolf von Breda erschoss. Etwa 280 Meter südöstlich davon steht der Obelisk, wo Breda gefallen sein soll.

Breda formierte seine Schlachtordnung mit 24 abgesessenen Eskadronen in vorderster Linie und den restlichen acht als Reserve auf dem linken Flügel. Müller griff diesen Flügel jedoch von der Flanke her an, und nach schwerem Kampf gelang es Rosen und Müller, die Kaiserlichen in die Flucht zu schlagen. Breda selbst fiel im Gefecht. Der Überlieferung nach soll er durch einen Schuss von Velten (Valentin) Muhly, Metzger und Kommandant der 1539 gegründeten Ziegenhainer Bürgerwehr, die im Frieden die Festungswache versah, getötet worden sein.  Die Ziegenhainer Schützen waren durch einen Wald marschiert und fanden sich überraschend im Rücken von Bredas Befehlsstelle. Mit Breda verloren 300 seiner Soldaten ihr Leben, viele andere wurden auf dem Schlachtfeld und danach auf der Flucht gefangen genommen.
Mit dem Gefecht bei Riebelsdorf endete einer der schlimmsten Einfälle kaiserlicher Truppen in Hessen während des Dreißigjährigen Kriegs.

## Erinnerung
1843 errichteten Ziegenhainer Bürger an der Stelle, wo Breda fiel, an der B 454, einen Obelisken; an dem Platz, an dem Velten Muhly auf Breda geschossen haben soll, steht seither eine schlanke Steinsäule. Das so genannte „Bredaschwert“ des Generals wird im Rathaus von Ziegenhain aufbewahrt.
Koordinaten: 50° 53′ 6″ N, 9° 17′ 56″ O